# Isaías Peralta
Isaías Ignacio Peralta Clavería (Santiago del Cile, 21 agosto 1987) è un calciatore cileno, centrocampista del Deportes Santa Cruz.

## Carriera

### Club
Ha giocato nella prima divisione cilena.

### Nazionale
Ha partecipato ai Mondiali Under-20 del 2007.